# Blame It on Baby
Blame It on Baby è il terzo album in studio del rapper statunitense DaBaby, pubblicato il 17 aprile 2020 dalla Interscope Records e South Coast Music Group.
Sono presenti diversi ospiti, come Future, Roddy Ricch, Quavo, Megan Thee Stallion, Ashanti, YoungBoy Never Broke Again e A Boogie wit da Hoodie.

## Antefatti e pubblicazione
Il disco è stato annunciato dall'artista tramite un tweet il 13 aprile 2020. La copertina è stata rivelata il giorno seguente, il 14 aprile.
L'edizione giapponese di Blame It on Baby è uscita il 4 novembre 2020 e presenta, oltre alle tracce dell'edizione stardard e deluxe, Bop e Suge.

## Promozione
Blame It on Baby è stato anticipato dal singolo Find My Way, pubblicato il 1º aprile 2020 e accompagnato dal relativo video musicale.
Rockstar, realizzato con la partecipazione del rapper statunitense Roddy Ricch, è stato estratto come secondo singolo il 24 aprile 2020 e accompagnato da un video musicale il 26 giugno successivo. È divenuta una vera e propria hit, raggiungendo la top ten di una ventina di mercati, tra cui Canada, Stati Uniti, Regno Unito, Australia e Germania. Il brano è stato promosso a cerimonie di premiazione come i BET Awards, dove ha preso parte anche Ricch, gli MTV Video Music Awards e gli MTV Europe Music Awards.
Blind, caratterizzato dalla presenza di Young Thug, è stato estratto come quinto singolo il 1º settembre 2020. La clip relativa è stata presentata il 16 novembre seguente.

## Accoglienza
| Recensione           | Giudizio |
| -------------------- | -------- |
| AllMusic             |          |
| Clash                | 4/10     |
| Entertainment Weekly | B–       |
| Exclaim!             | 7/10     |
| NME                  |          |
| Pitchfork            | 6,8/10   |
| Rolling Stone        |          |

Blame It on Baby ha ricevuto recensioni perlopiù miste da parte della critica specializzata. Su Metacritic, sito che assegna un punteggio normalizzato su 100 in base a critiche selezionate, l'album ha ottenuto un punteggio medio di 62 basato su nove recensioni. L'aggregatore di recensioni Album of the Year ha assegnato al disco un voto di 58 su 100, basato su nove recensioni della critica.

## Tracce
1. Can't Stop – 2:48 (testo: Jonathan Kirk, Michael Hernandez, John Lucas, Carlos Godwin – musica: Foreign Teck, JW Lucas, Lostheproducer)
2. Pick Up (ft. Quavo) – 1:58 (testo: Jonathan Kirk, Quavious Marshall, Dejuane Dunwood – musica: DJ Kid)
3. Lightskin Shit (ft. Future & JetsonMade) – 1:51 (testo: Jonathan Kirk, Nayvadius Wilburn, Tahj Morgan, Tobias Dekker – musica: JetsonMade, Outtatown, Starboy)
4. Talk About It – 2:39 (testo: Jonathan Kirk, Nils Noehden, Wesley Glass – musica: Nils Noehden, Wheezy)
5. Sad Sh*t – 3:37 (testo: Jonathan Kirk, Dejuane Dunwood, Thomas French – musica: DJ Kid, Tom French)
6. Find My Way – 2:19 (testo: Jonathan Kirk, Dejuane Dunwood – musica: DJ Kid)
7. Rockstar (ft. Roddy Ricch) – 3:01 (testo: Jonathan Kirk, Rodrick Moore, Ross Joseph Portaro IV – musica: SethInTheKitchen)
8. Jump (ft. YoungBoy Never Broke Again) – 3:32 (testo: Jonathan Kirk, Kentrell Gaulden, Artist Dubose, Dejuane Dunwood – musica: DJ Kid, Roco Did It Again)
9. Champion – 2:12 (testo: Jonathan Kirk, Dejuane Dunwood, French – musica: DJ Kid, French)
10. Drop (ft. A Boogie wit da Hoodie & London on da Track) – 2:29 (testo: Jonathan Kirk, Artist Dubose, London Holmes, Leon Krol, Mario Petersen – musica: London on da Track, L.N.K., Mario Petersen)
11. Blame It on Baby – 2:05 (testo: Jonathan Kirk, Gaulden, Dejuane Dunwood, Jacob Greenspan, Jasper Harris, Juho Tuovinen, Vladislav Mokhin – musica: DJ Kid, Jae Green, Jasper Harris, Jayston, Mvabeats)
12. Nasty (ft. Ashanti & Megan Thee Stallion) – 3:35 (testo: Jonathan Kirk, Ashanti Douglas, Megan Pete, London Holmes, Andre Parker, Brad Jordan, Irving Lorenzo, Marcus Vest, Michael Dean – musica: London on da Track)
13. Amazing Grace – 1:28 (testo: Jonathan Kirk, Paul Dawson – musica: Ghost-Kid Da Produca)

Tracce bonus nell'edizione deluxe
1. Billboard Baby – 1:21 (testo: Jonathan Kirk, Anthony Mosley, Johnny Dutra, Shane Lindstrom – musica: Sean Da Firzt, Johnny Dutra)
2. Practice – 2:02 (testo: Jonathan Kirk, Anthony Mosley – musica: Sean Da Firzt)
3. Peep Hole – 2:16 (testo: Jonathan Kirk, Christopher Rosser – musica: Quay Global)
4. Blind (ft. Young Thug) – 2:33 (testo: Jonathan Kirk, Jeffery Williams, Wesley Glass, Lukasz Gottwald – musica: Dr. Luke, Wheezy)
5. No Dribble (ft. Stunna 4 Vegas) – 2:42 (testo: Jonathan Kirk, Khalick Caldwell, Kia Sands, Teddy Pena – musica: RetroFuture, SVNDS)
6. Go – 2:27 (testo: Jonathan Kirk, Dejuane Dunwood, Aiden Williams, Mathew Gomez – musica: DJ K.i.D, 808iden, Mathew Gomez)
7. Trouble – 2:40 (testo: Jonathan Kirk, Ross Joseph Portaro IV – musica: SethInTheKitchen)
8. Call It Even – 1:27 (testo: Jonathan Kirk, Christopher Rosser – musica: Quay Global)
9. TLC (ft. Gunna) – 2:57 (testo: Jonathan Kirk, Sergio Kitchens, Dejuane Dunwood, Mendo – musica: DJ K.i.D, Starboy)
10. Go First (ft. Stunna 4 Vegas & Rich Dunk) – 2:19 (testo: Jonathan Kirk, Caldwell, Davion Clyburn, Christopher Dotson, Christian Ward – musica: Chrishan, Hitmaka)
11. Rockstar (ft. Roddy Ricch) (BLM Remix) – 3:24 (testo: Jonathan Kirk, Rodrick Moore, Ross Joseph Portaro IV – musica: SethInTheKitchen)

Tracce bonus dell'edizione giapponese
1. Bop – 2:39 (testo: Jonathan Kirk, Tahj Morgan, Anton Mendo – musica: JetsonMade, Starboy)
2. Suge – 2:39 (testo: Jonathan Kirk, Tahj Morgan, Darryl Clemons – musica: JetsonMade, Pooh Beatz)

## Formazione
Musicisti
- DaBaby – voce
- Quavo – voce aggiuntiva (traccia 2)
- Future – voce aggiuntiva (traccia 3)
- Roddy Ricch – voce aggiuntiva (traccia 4)
- YoungBoy Never Broke Again – voce aggiuntiva (traccia 8)
- Ashanti – voce aggiuntiva (traccia 12)
- Megan Thee Stallion – voce aggiuntiva (traccia 12)

Produzione
- DJ Kid – produzione (tracce 2, 5, 6, 8, 9 e 11), registrazione
- Foreign Teck – produzione (traccia 1)
- JW Lucas – produzione (traccia 1)
- Lostheproducer – produzione (traccia 1)
- JetsonMade – produzione (traccia 3)
- Outtatown – produzione (traccia 3)
- Starboy – produzione (traccia 3)
- Nils – produzione (traccia 4)
- Wheezy – produzione (traccia 4)
- Tom French – produzione (traccia 5)
- SethInTheKitchen – produzione (traccia 7)
- Roco Did It Again – produzione (traccia 8)
- French – produzione (traccia 9)
- London on da Track – produzione (traccia 10)
- L.N.K. – produzione (traccia 10)
- Mario Petersen – produzione (traccia 10)
- Jae Green – produzione (traccia 11)
- Jasper Harris – produzione (traccia 11)
- Jayston – produzione (traccia 11)
- Mvabeats – produzione (traccia 11)
- Ghost-Kid Da Produca – produzione (traccia 12)
- Glenn A. Tabor III – mastering
- Nicolas de Porcel – mastering
- Chris West – missaggio
- Derek Ali – missaggio
- Chris Dennis – registrazione
- Khris James – registrazione
- Liz Robson – registrazione
- Thomas Cullison – registrazione

## Successo commerciale
Negli Stati Uniti d'America Blame It on Baby ha esordito in vetta alla Billboard 200 statunitense dopo aver venduto nella sua prima settimana 124 000 unità, di cui 12 000 sono vendite pure, 110 000 sono stream-equivalent units risultanti da 158,84 milioni di riproduzioni in streaming dei brani mentre le restanti 3 000 sono track-equivalent units equivalenti alle vendite digitali dei singoli brani. La settimana successiva ha registrato un calo di vendite del 55%, aggiungendo altre 56 000 unità al suo totale e scendendo di una posizione. È poi sceso alla 4ª posizione durante la sua terza settimana, aggiungendo altre 48 000 unità al suo totale, registrando così un calo di vendite del 14% rispetto alla pubblicazione precedente.
L'album ha fatto inoltre il proprio ingresso in cima alla classifica canadese, diventando il primo album del rapper ad eseguire tale risultato. Con un totale di 8 000 unità, è risultato il più riprodotto della settimana sulle piattaforme di streaming con 10 milioni di riproduzioni. La settimana seguente è stato spodestato da After Hours di The Weeknd, scendendo così al 2º posto.
Nel Regno Unito, invece, ha debuttato all'8ª posizione con 4 408 unità distribuite nel corso della sua prima settimana d'uscita. Nella classifica irlandese, è entrato al numero 5.
In Australia ha esordito al numero 7, segnando sia il miglior ingresso che piazzamento del rapper nella classifica nazionale.

## Classifiche

### Classifiche settimanali
| Classifica (2020) | Posizione massima |
| ----------------- | ----------------- |
| Australia         | 7                 |
| Austria           | 10                |
| Belgio (Fiandre)  | 8                 |
| Belgio (Vallonia) | 21                |
| Canada            | 1                 |
| Danimarca         | 3                 |
| Estonia           | 4                 |
| Finlandia         | 11                |
| Francia           | 29                |
| Germania          | 28                |
| Irlanda           | 5                 |
| Islanda           | 5                 |
| Italia            | 7                 |
| Lettonia          | 11                |
| Lituania          | 4                 |
| Norvegia          | 2                 |
| Nuova Zelanda     | 3                 |
| Paesi Bassi       | 4                 |
| Regno Unito       | 8                 |
| Spagna            | 21                |
| Stati Uniti       | 1                 |
| Svezia            | 6                 |
| Svizzera          | 9                 |

### Classifiche di fine anno
| Classifica (2020) | Posizione |
| ----------------- | --------- |
| Canada            | 18        |
| Danimarca         | 27        |
| Francia           | 158       |
| Islanda           | 50        |
| Norvegia          | 34        |
| Paesi Bassi       | 17        |
| Stati Uniti       | 16        |
| Classifica (2021) | Posizione |
| Stati Uniti       | 52        |